# Ashley Walters (umělec)
Ashley Walters (* 1983, Uitsig) je umělec původem z Jihoafrické republiky, který pracuje s fotografií a filmem.

## Životopis
Walters se narodil v roce 1983 v Uitsigu, předměstí Kapského Města, šest kilometrů jihovýchodně od mezinárodního letiště v Kapském Městě.
Během roku 1991 přivedl Walterse k fotografování rodinný přítel, který náhodou fotografoval místní události. V roce 1996 Walters získal svůj první 35 mm kompaktní filmový fotoaparát. Jakmile na střední škole získal počítač, mohl experimentovat s manipulací s digitálním obrazem.
Walters maturoval v roce 2000 na technické střední škole v St. Andrews a poté přešel na vysokou školu. Získal bakalářský titul ve výtvarném umění (2011) na Michaelis School of Fine Art na Univerzitě v Kapském Městě. Pak se věnoval magisterskému studiu ve výtvarném umění na Michaelis.
Jeho práce „se točí kolem mechaniky sociálního uspořádání a zkoumá vztahy mezi sociálními konstrukty a prostorovostí“. 
Jeho projekty byly Xray (2009), Fear (2009), Malawi (2010), Uitsig (2010) a Dark City (2011).
2013: Research Fellow: Center for Curating the Archive, Univerzita v Kapském Městě.

## Publikace
- 2011: BFA Grad Show, Katalog. Michaelis Gallery, Jihoafrická republika
- 2011: Mediální vydání: Výstava Michaelis School of Fine Art, Kapské Město
- 2012: Sasol nové podpisy, katalog výstavy.
- 2012: Autobiografie: Kronika naší doby. Kniha 5. Měsíce fotografie v Kapském Městě. Ed. Jenny Altschuler.

## Výstavy
- 2010: Infecting the City, Group Performance, Kapské Město, Jihoafrická republika
- 2010: Státy, Rosedale Gallery, Kapské Město, Jihoafrická republika
- 2010: States of Perception, San Francisco, USA
- 2011: Dark City, absolventská výstava BFA, Michaelis Galleries, Kapské Město, Jihoafrická republika.
- 2012: Art a Fares, Youngbloog, Kapské Město, Jihoafrická republika. Kurátorem je Gavin Young
- 2012: Pop Up Exhibition, Allderman Gallery, Kapské Město, Jihoafrická republika
- 2012: Speke Photographic: Circa on Jellicoe, Everard Read Gallery, Johannesburg, Jihoafrická republika.
- 2012: Speke Photographic: Exposure Now, Merchants on Long. Kapské Město, Jihoafrická republika
- 2012: Autobiography: Chronicles of Our Times, MOP5 Kapské Město Měsíc fotografie. Kasárna Allamans, Hrad Dobré naděje, Kapské Město, Jihoafrická republika
- 2012: Výstava nových podpisů Sasol, Pretoria, Jihoafrická republika
- 2013: Platform_18_28, Infecting the City Public Arts Festival, [3] Kapské Město, Jihoafrická republika
- 2013: Between the Line s, Michaelis Galleries, Kapské Město. Kurátorka Nadja Daehnke ve spolupráci s Německo-jihoafrickým rokem vědy 2012/2013

## Ocenění
- 2009: David Marais Memorial Prize (University of Cape Town) [1]
- 2010: Stipendium Cecil Skotness (University of Cape Town)
- 2011: stipendium Haydena Lubisiho (University of Cape Town)
- 2011: Cena Simona Gersona (Univerzita v Kapském Městě) [1]
- 2011: The Michaelis Prize (University of Cape Town) [1]
- 2012: Mentor roku, Student Wellness (University of Cape Town)
- 2012: NRF University Research Scholarship (University of Cape Town)
- 2012: Sasol New Signatures, Jihoafrická republika (finalista)
- 2013: stipendium CCA (University of Cape Town)
- 2013: National Arts Council of South Africa, Visual Arts
- 2013: Katrine Harries Print Cabinet Award. [1]